# Opijumski mak
Opijumski mak (vrtni mak, pitomi mak, lat. Papaver somniferum) je jednogodišnja biljka iz porodice makovki (Papaveraceae). Biljka naraste do 1,5 metara visine, stabljika je uspravna i zeljasta, plavkasto zelene boje. Donji listovi imaju peteljku, gornji ne. Cvijet je crvene boje, ima četiri latice (mogu biti i bijele), a razvija se na vrhu biljke. Plod mu je tobolac ukojem se nalazi sitno sjeme. Biljka ne podnosi temperature niže od –7 °C, kada počinje ugibati.
Mak je napoznatiji po svom alkaloidu, morfiju, koji se koristi u medicinske svrhe, dok se sjeme koristi za prehranu, u industriji i proizvodnji opijuma.
- Vrtni mak
- Sjeme maka, koristi se za proizvodnju kolača
- Biljka s cvijetom
- Cvijet
- Plod vrtnog maka
- Opijum
- Polje maka u Donjoj Austriji